# Bruno Ninaber van Eyben
Bruno Ninaber van Eyben (geboren am 3. November 1950 in Boxtel) ist ein niederländischer Industriedesigner und emeritierter Professor der Technischen Universität Delft. Er ist der Öffentlichkeit als Designer von hochwertigen Alltagsgegenständen und Schmuck und als Entwerfer der letzten Münzen des niederländischen Gulden und der ersten niederländischen Euromünzen bekannt.

## Werdegang

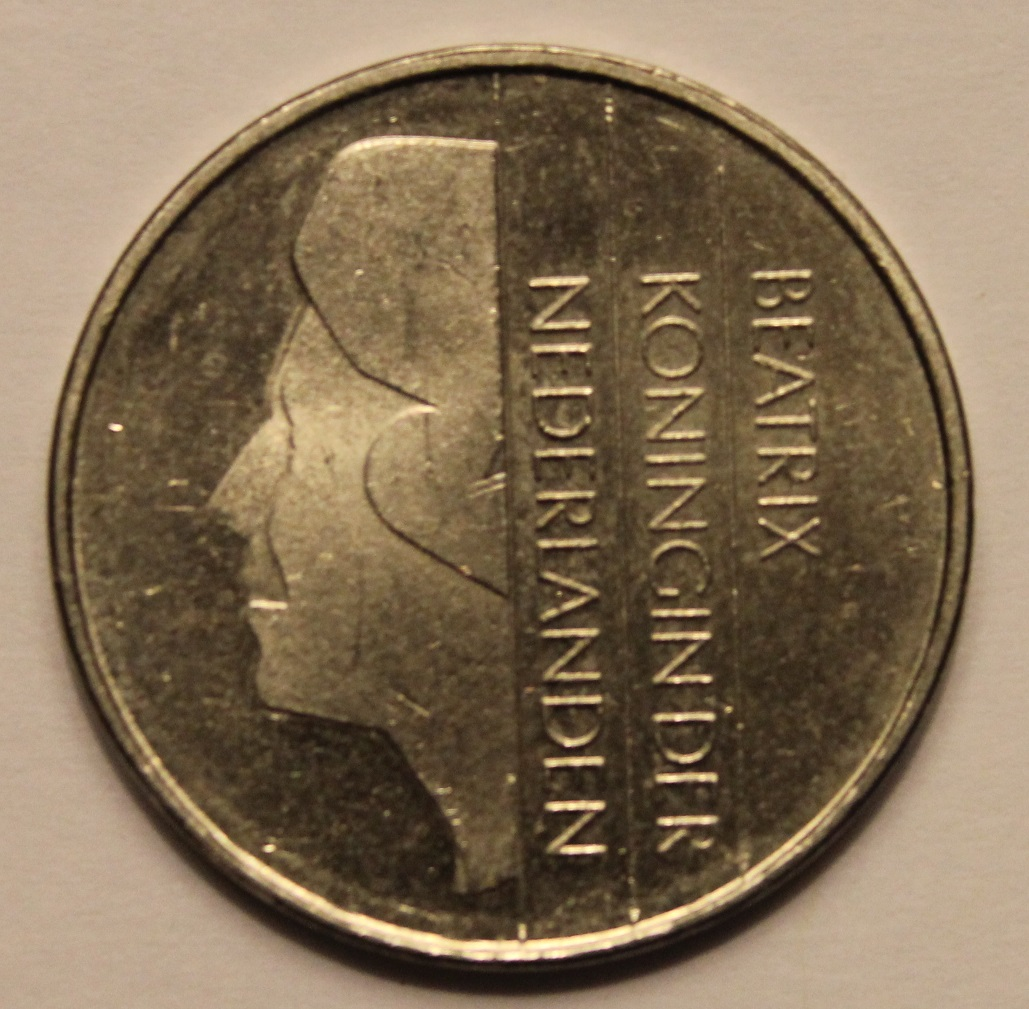
Niederländischer Gulden, Porträt von Königin Beatrix (1982 bis 2000)

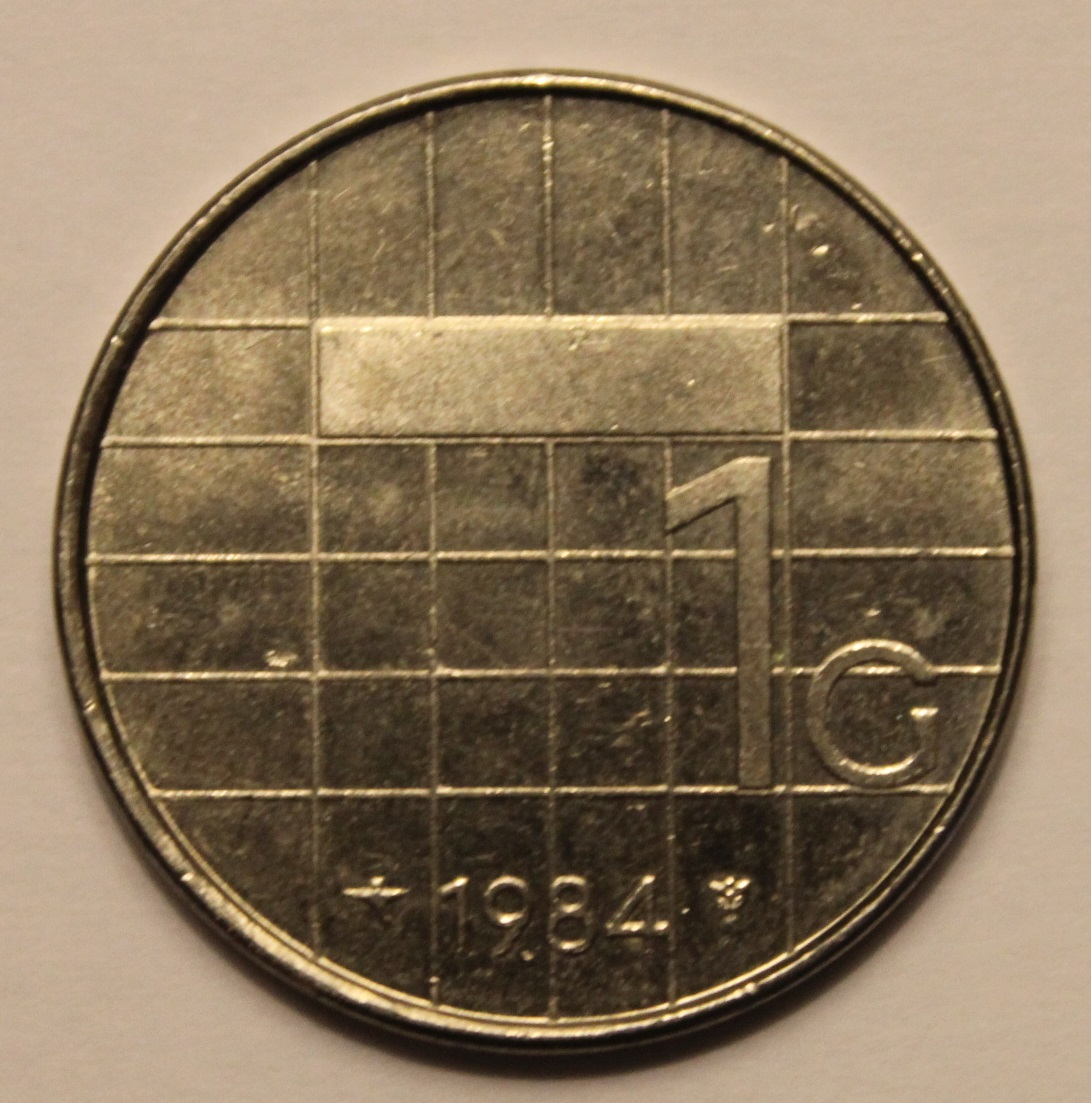
Niederländischer Gulden, Rückseite (1982 bis 2000)

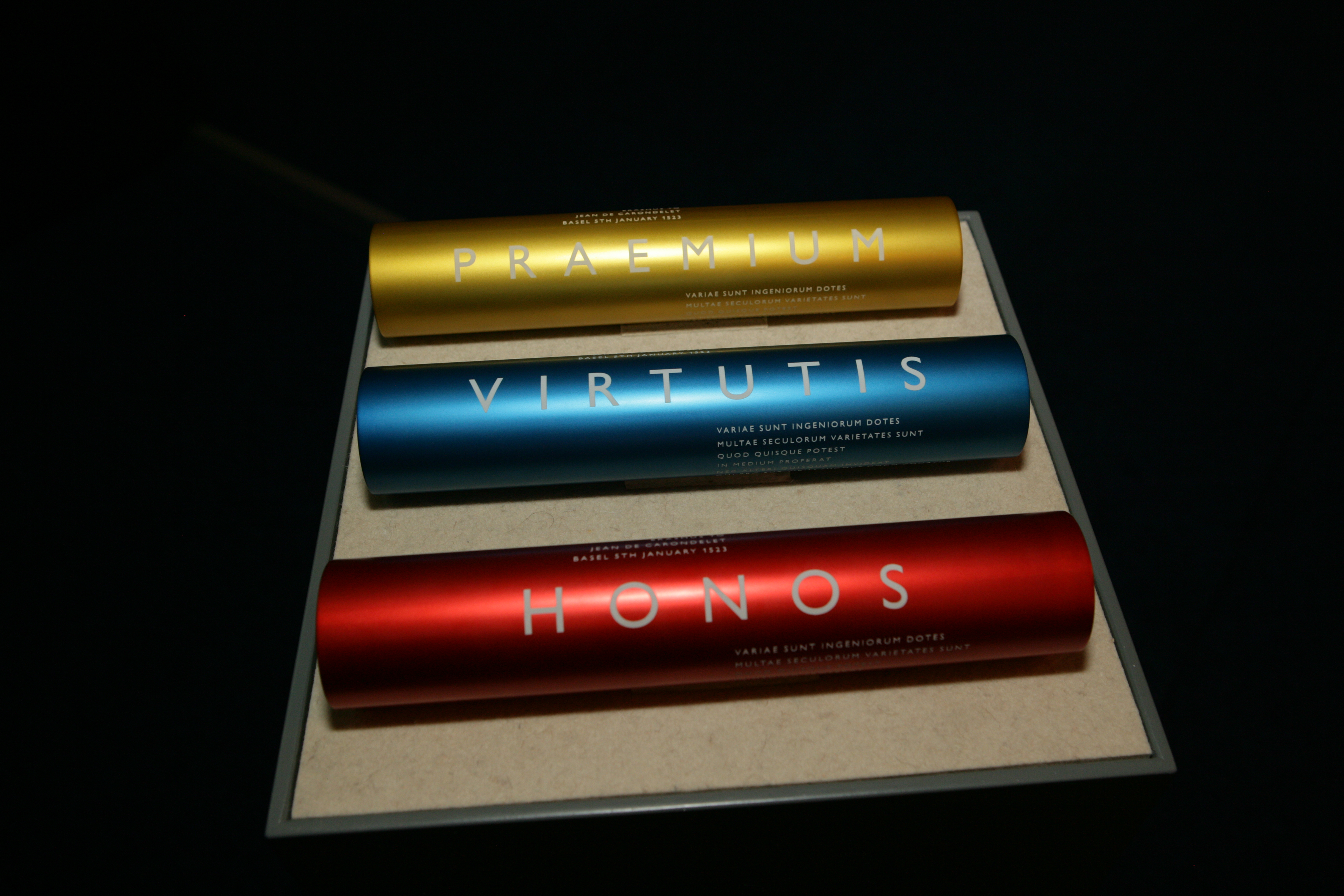
Erasmuspreis (1995)

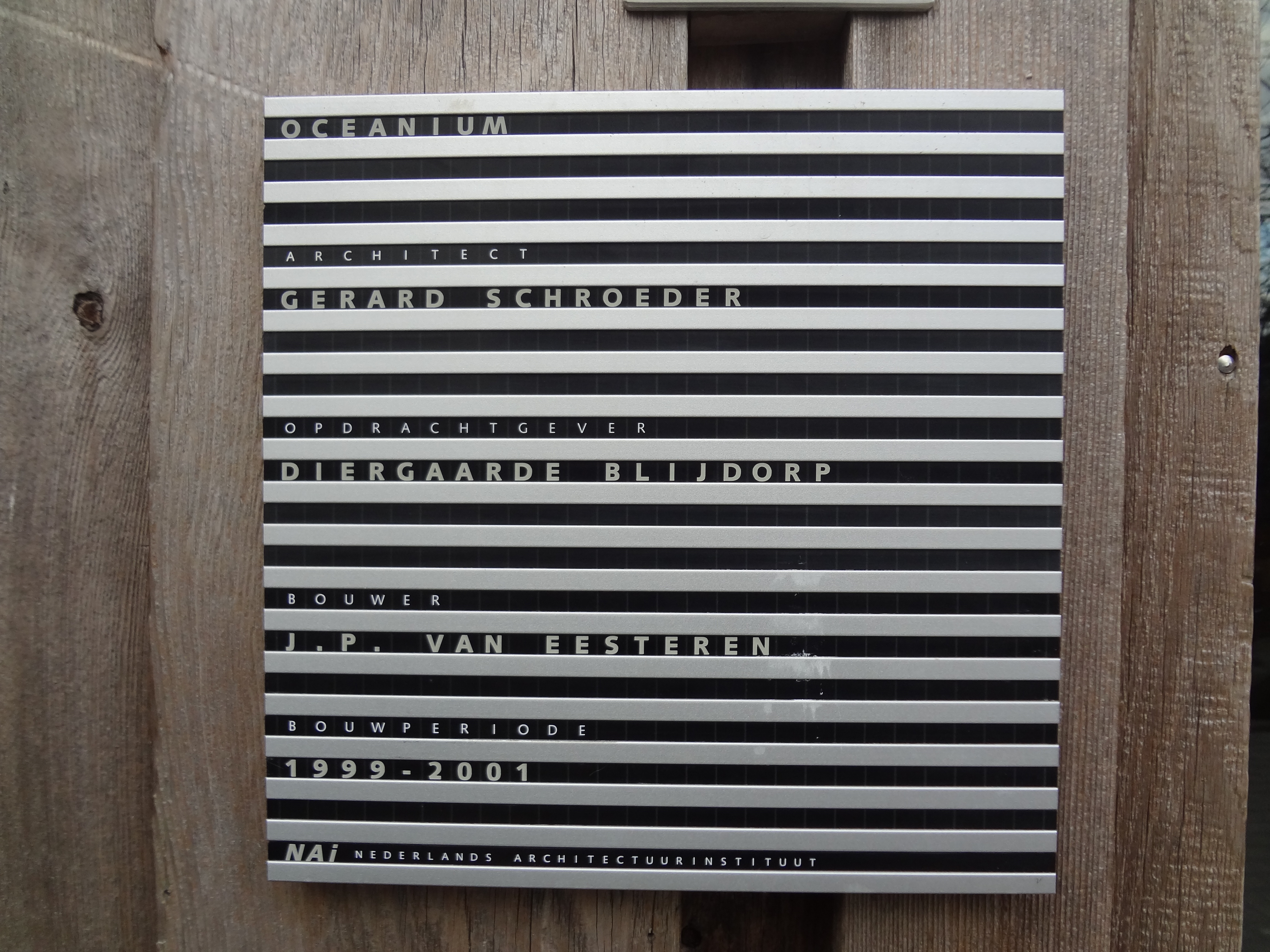
Plakette des NAi (2002), hier am Oceanium des Diergaarde Blijdorp in Rotterdam

Niederländische Euromünze zu 50 Cent (1999 bis 2013, ausgegeben ab 2002)

Niederländische Münze zu 2 Euro (1999 bis 2013, ausgegeben ab 2002)

Bruno Ninaber van Eyben ist ein Sohn des niederländischen Künstlers Antonius Cornelius "Toon" Ninaber van Eyben (1896–1977). Er schloss 1971 ein Studium der Metallgestaltung und des Kunststoffdesigns an der Maastricht Academy of Fine Arts and Design mit Auszeichnung ab. Noch im selben Jahr eröffnete er mit Bruno Ninaber Design & Production sein erstes Designstudio. 1985 war er mit Wolfram Peters und Peter Krouwel Begründer der n|p|k design consultancy (Ninaber/Peters/Krouwel Industriedesign). 1997 eröffnete er mit einem kleinen Mitarbeiterstab wieder sein Studio Bruno Ninaber Design & Production. Seine Entwürfe werden teilweise in Ninabers eigenem Unternehmen Centendo gefertigt. Seit 2003 war Ninaber Professor für Designästhetik an der Fakultät für Industriedesign der Technischen Universität Delft.
Zu den von Bruno Ninaber van Eyben gestalteten Objekten gehören ein Dialysegerät, eine elektrische Schreibmaschine und eine Leuchtstofflampe. Seine Entwürfe wurden vielfach ausgezeichnet und seine Arbeiten befinden sich in zahlreichen Museen für Design und angewandte Kunst wie dem Stedelijk Museum in Amsterdam, dem Museum Boijmans Van Beuningen in Rotterdam, dem Museum of Modern Art in New York und Die Neue Sammlung in München.
Ninaber hat seit 1980 zahlreiche niederländische Münzen entworfen. Seinen modernen Entwurf für die letzten Gulden-Münzen mit dem Kopfbild Königin Beatrix’ gestaltete er 1980, die Münzen wurden von 1982 bis 2000 geprägt. Die unterschiedlich angeordneten Linien auf den Münzen sind nicht nur aus ästhetischen Gründen aufgebracht, sondern sollten es ermöglichen, die verschiedenen Münzen durch Automaten unterscheidbar zu machen. Ninabers außerhalb der Niederlande bekanntesten Münzentwürfe sind die Bildseiten der seit 1999 geprägten und von 2002 bis 2013 ausgegebenen ersten niederländischen Euromünzen mit zwei verschiedenen Porträts von Königin Beatrix für die Cent-Münzen und für die Münzen zu 1 Euro und 2 Euro.
Bruno Ninaber van Eyben sieht sich in Bezug auf das Industriedesign als Autodidakt und gibt als Leitlinie für seine Arbeiten Met minder kan het niet, met meer hoeft niet (deutsch: Weniger geht nicht, mehr ist nicht nötig). Er ist emeritierter Professor für Designästhetik an der Fakultät für Industriedesign der Technischen Universität Delft und lebt und arbeitet in Delft.

## Werke (Auswahl)

### Industriedesign
- Sikkens 4041 Farbkonzept und Farbfächer ACC Color Map für den niederländischen Farbenhersteller Sikkens, heute eine Marke von Akzo Nobel Coatings;
- Stoel 020, Stuhl aus Buchenholz, für Artifort (1977);
- Seventy Seven, Hänge-Leuchtstofflampen aus Aluminium und Kunststoff (1977 bis 1980);
- BSI 301, Elektrische Schreibmaschine für das niederländische Unternehmen BSI (1982);
- Corporate Design und Büromöbel für Posterijen, Telegrafie en Telefonie der Niederlande;[5]
- Lineal, Papierbehälter, Büroklammernbox und weitere Büro-Accessoires für die Randstad Holding (teilweise mit der n|p|k Gruppe, seit 1994);
- Mörser, Neujahrsgeschenk für die Mitarbeiter der Randstad Holding, Gusseisen und Hartholz (2000);[6]
- NAi Architectuurplaquette, Plakette mit Angaben zu Gebäuden, als Informationsmedium aber in besonderen Ausführungen auch als Auszeichnung des Nederlands Architectuurinstituut für Objekte mit hohem architektonischem Wert, anodisiertes Aluminium, transparentes und eingefärbtes Polymethylmethacrylat (2002);
- KPK Box, modulares Aufbewahrungssystem für die Münzen des Koninklijk Penningkabinet (2003).

### Uhren, Schmuck und repräsentative Objekte
- Armbandhorloge '73, Armreif mit eingearbeiteter Uhr, Kunststoff und Metall (1973);
- Halshorloge '76, Gummiband mit Uhrenanhänger aus schwarz anodisiertem Aluminium (1976);
- Polshorloge '84, Armbanduhr (1984);
- Hammer des Vorsitzenden der Zweiten Kammer der Generalstaaten, rostfreier Stahl und PVC (1992);[6]
- Armbanduhr, Titan-Gehäuse mit Kalbsleder-Armband (1994);
- Delft, Kerzenständer mit Klemmvorrichtung (1997)
- Amtskette des Bürgermeisters von Papendrecht, Aluminium und Polycarbonat (nur Prototyp, 2001).[6]

### Münzen und Medaillen
- Letzte Kursmünzen des niederländischen Guldens zu 5 Cent, 10 Cent, 25 Cent, 1 Gulden, 2½ Gulden und 5 Gulden mit dem Kopfbild von Königin Beatrix (1980, geprägt von 1982 bis 2000);[7]
- Medaille für das Jüdische Museum Amsterdam als Dank an die Förderer anlässlich der Eröffnung des Museums, in Silber oder rostfreiem Stahl (1987);[8]
- Hommage aan Andries Copier, Jahresmedaille der Vereniging voor Penningkunst, Bleilegierung und Glas (1994);[9][10]
- Bildseiten der ersten Niederländischen Euro-Kursmünzen mit zwei unterschiedlichen Motiven (1998, Prägejahre 1999 bis 2013, ausgegeben ab 2002);[6]
- Goldmünze zu 1 Gulden, bis auf das Metall identisch mit der Kursmünze zu 1 Gulden, zum 175. Jubiläum der Koninklijke Eru Kaasfabriek BV (1998, geprägt 1999);

## Ausstellungen (Auswahl)
- bruno ninaber van eyben, Gemeentelijke Van Reekumgalerij, Apeldoorn, November 1980 bis Januar 1981;
- Ninaber|Peters|Krouwel: Functie Vormt Stijl, Stedelijk Museum, Amsterdam, 1991–1992.[11]

## Auszeichnungen
- iF Industrie Forum Design für die Lampe Seventy Seven (1977);
- Kho Liang Ie Award für das Gesamtwerk (1979);
- Oeuvreprijzen Fonds BKVB in der Sparte Design (2007);
- Piet Zwart Prijs für sein Lebenswerk (2008);
- Good Industrial Design Award für die ACC Color Map (2009);[2]
- Ritterkreuz des Orden vom Niederländischen Löwen (2013).

## Veröffentlichung
- Erik Tempelman, Hugh Shercliff, Bruno Ninaber van Eyben: Manufacturing and Design. Understanding the Principles of How Things Are Made. Elsevier, Amsterdam u. a. 2014, ISBN 978-0-08-099922-7.